# Grohot (Horvátország)
Grohot falu Horvátországban, Krapina-Zagorje megyében. Közigazgatásilag Desinićhez tartozik.

## Fekvése
Krapinától 15 km-re nyugatra, községközpontjától 2 km-re északkeletre a Horvát Zagorje északnyugati részén fekszik.

## Története
A településnek 1857-ben 69, 1910-ben 72 lakosa volt. Trianonig Varasd vármegye Pregradai járásához tartozott. A településnek 2001-ben 32 lakosa volt.

## Külső hivatkozások
Desinić község hivatalos oldala